# Stefan Kuntz
Stefan Kuntz, född 30 oktober 1962, är en tysk före detta professionell fotbollsspelare (anfallare) och numera fotbollstränare. Kuntz spelade 25 matcher och gjorde 6 mål för det tyska landslaget mellan 1993 och 1997. Kuntz deltog bland annat i VM 1994 och var med och tog guld vid EM 1996. Han avslutade spelarkarriären 1999.
Kuntz hade sina framgångsrikaste år i FC Kaiserslautern. Kuntz blev skyttekung i Bundesliga 1986 men fick inte chansen i landslaget förrän 1993. Kuntz hade under tiden hunnit med att bli både tysk mästare och vald till årets spelare i Tyskland.
Den 19 september 2021 blev Kuntz utsedd till ny förbundskapten i Turkiets landslag.

## Klubbar
- VfL Bochum
- KFC Uerdingen 05
- FC Kaiserslautern
- Beşiktaş
- Arminia Bielefeld

## Tränarkarriär
- Karlsruher SC